# Кучвальская, Ангелина
Ангели́на Кучва́льская (латыш. Angelina Kučvaļska; 6 декабря 1998, Салдус) — латвийская фигуристка, выступающая в одиночном катании. Пятикратная чемпионка Латвии (2015—2017, 2019, 2020), участница чемпионатов мира и Европы.
На чемпионате Европы 2016 стала четвёртой, уступив лишь трём россиянкам.
По состоянию на январь 2016 года занимала одиннадцатое место в рейтинге Международного союза конькобежцев.

## Карьера
Родилась 6 декабря 1998 года в Салдусе, Латвия. Встала на коньки в три с половиной года. На протяжении всей карьеры тренируется под руководством Екатерины Платоновой.

### Юниорский период
Ангелина прошла в младшую возрастную группу международных соревнований по фигурному катанию среди юниоров сезона 2012-2013 годов и боролась за гран-при в Куршавеле, Франция, заняв 16-е место. Затем она была отобрана представлять Латвию на чемпионате мира по фигурному катанию среди юниоров 2013 в Милане, Италия. Заняв 22-е место в короткой программе, она прошла квалификацию для участия в произвольной программе и заняла 20-е место в общем зачёте.
В сезоне 2013-2014 годов по фигурному катанию спортсменка также участвовала в двух состязаниях на гран-при среди юниоров и заняла 15-е место в Кошице и 19-е в Минске, а также завоевала серебряную медаль на международном турнире Bavarian Open (англ. Bavarian Open). Также она заняла 20-е место в двух секциях и 20-е место в общем зачёте на чемпионате мира по фигурному катанию среди юниоров 2014 в Софии, Болгария.
В сезоне 2014-2015 годов по фигурному катанию Кучвальская заняла 7-е место в общем зачёте в двух турах на кубок 2014–15 ISU Junior Grand Prix (англ. 2014–15 ISU Junior Grand Prix) в Праге и Таллине. Дебютировав в международных соревнованиях в старшей возрастной группе, она завоевала золото на Volvo Open Cup (англ. Volvo Open Cup) 2014 года в рамках серии ISU Challenger Series. Продолжая на таком же высоком уровне, она заняла 7-е место на Кубке Варшавы и взяла золото в Tallinn Trophy, на чемпионате Латвии по фигурному катанию и в Mentor Nestle Nesquik Torun Cup (англ. Mentor Nestle Nesquik Torun Cup). Кучвальская в составе национальной сборной участвовала в чемпионате Европы по фигурному катанию 2015 в Стокгольме (Швеция) и заняла 17-е место в короткой программе, пройдя тем самым квалификацию для участия в следующем туре. Заняв 5-е место в произвольной программе, она поднялась на 7-е место в общем зачёте. На чемпионате мира в Шанхае в марте латвийская фигуристка с большим трудом прошла в произвольную программу, но произвольную вновь откатала прекрасно и заняла место в середине таблицы.

### Взрослый период
Спортсменка после сезона 2015/2016 годов прекратила свои выступления среди юниоров.
В октябре 2015 года Ангелина начала выступления в новом сезоне, она стартовала на Мемориале Ондрея Непелы, но была не совсем готова и заняла десятое место. Через  несколько недель она стартовала на турнире в Болгарии и сумела там занять второе место. При этом были улучшены все прежние спортивные достижения. Получила право участвовать во взрослом этапе Гран-при Trophée Eric Bompard 2015, однако, после коротких программ, соревнования были отменены из соображений безопасности (в столице Франции произошла серия терактов). Уверенно выиграла чемпионат Латвии 2016 года. В начале года победила на Кубке Несквик в Польше, а позже обновила лучший результат фигурного катания Латвии - стала 4-й на чемпионате Европы 2016, c новыми личными рекордами. Через пару месяцев она приняла участие в юниорском чемпионате в Дебрецене и у неё было седьмое место. В начале апреля в Бостоне на мировом чемпионате, латвийская фигуристка сумела пробиться в число 15 лучших одиночниц мира.
Новый предолимпийский сезон латвийская фигуристка начала, как и год назад в Братиславе на Мемориале Непелы. Однако она выступила не совсем удачно. В середине октября латвийская фигуристка выступала на этапе Гран-при в Чикаго, где на Кубке Америки заняла последнее место. В начале ноября фигуристка выступила на этапе Гран-при в Москве, где на Кубке Ростелекома выступила не совсем удачно, заняла место в конце турнирной таблицы. В конце ноября, Ангелина выступала на Таллинском трофее где заняла место в середине турнирной таблицы. В конце года она в третий раз подряд стала чемпионкой страны. Сразу после Нового Года она традиционно приняла участие в Польше на турнире Кубок Нестли Несвик; однако на этот раз её выступление было удачным, она замкнула пятёрку лучших. Чего нельзя сказать о европейском чемпионате в Остраве, где латвийская фигуристка замкнула двадцатку лучших. В конце марта на чемпионате мира в Хельсинки она прошла в финальную часть и заняла место в третьей десятке, и сумела пройти квалификацию и завоевать путёвку для своей страны на Олимпиаду в Пхёнчхане.
Новый олимпийский сезон латвийская одиночница начала в конце октября на турнире серии «Челленджер» в Минске. Однако её выступление было не совсем удачным, она финишировала в конце турнирной таблицы. То же самое произошло и в ноябре в Таллине на городском Кубке. В дальнейшем пропустила национальный чемпионат и не попала в сборную страну на европейский чемпионат и Олимпийские игры.

## Программы
| Сезон     | Короткая программа                             | Произвольная программа                                                               |
| --------- | ---------------------------------------------- | ------------------------------------------------------------------------------------ |
| 2015–2016 | - Тоска Джакомо Пуччини                        | - Roxanne (из Мулен Руж) - саундтрек Ромео и Джульетта из фильма 1968 года Нино Рота |
| 2014–2015 | - сюита Кармен Жоржа Бизе                      | - Roxanne (из Мулен Руж) - саундтрек Ромео и Джульетта из фильма 1968 года Нино Рота |
| 2013–2014 | - Концерт-фантазия на оперу Кармен Ванесса Мэй | - музыка из балета Тодес                                                             |
| 2012–2013 | - музыка из балета Тодес                       | - Tango de los Exilados Уолтер Тейб и Ванесса Мэй                                    |

## Результаты
| Соревнования                       | 12/13         | 13/14         | 14/15         | 15/16         | 16/17         | 17/18         | 18/19         | 19/20         | 20/21         |
| Международные                      | Международные | Международные | Международные | Международные | Международные | Международные | Международные | Международные | Международные |
| ---------------------------------- | ------------- | ------------- | ------------- | ------------- | ------------- | ------------- | ------------- | ------------- | ------------- |
| Чемпионат мира                     |               |               | 16            | 15            | 22            | 37            |               |               | 33            |
| Чемпионат Европы                   |               |               | 7             | 4             | 19            |               |               | 30            |               |
| Гран-при. Skate America            |               |               |               |               | 11            |               |               |               |               |
| Гран-при. Rostelecom Cup           |               |               |               |               | 10            |               |               |               |               |
| Гран-при. Internationaux de France |               |               |               | 7             |               |               |               |               |               |
| Челленджер. Золотой конёк          |               |               |               |               |               |               | 19            |               |               |
| Челленджер. Ice Star               |               |               |               |               |               | 16            |               | 5             |               |
| Челленджер. Мемориал Непелы        |               |               |               | 10            | 12            |               |               | 19            |               |
| Челленджер. Кубок Таллина          |               |               |               | 5             | 7             | 30            | 19            |               |               |
| Челленджер. Denkova-Staviski Cup   |               |               |               | 2             |               |               |               |               |               |
| Челленджер. Volvo Open Cup         |               |               | 1             |               |               |               |               |               |               |
| Челленджер. Кубок Варшавы          |               |               | 7             |               |               |               |               |               |               |
| Tallink Hotels Cup                 |               |               |               |               |               |               | 7             | 9             | 16            |
| Challenge Cup                      |               |               |               |               |               |               |               | 19            |               |
| Универсиада                        |               |               |               |               |               |               | 10            |               |               |
| Coupe Printemps                    |               |               |               |               | 2             |               |               |               |               |
| Volvo Open Cup                     |               |               |               | 5             | 1             |               | 21            | 11            | 1             |
| Toruń Cup                          |               |               | 1             | 1             | 5             |               | 13            |               |               |
| Кубок Таллина                      |               |               | 1             |               |               |               |               | 4             |               |
| Международные среди юниоров        |               |               |               |               |               |               |               |               |               |
| Чемпионат мира                     | 20            | 19            |               | 7             |               |               |               |               |               |
| Гран-при. Чехия                    |               |               | 7             |               |               |               |               |               |               |
| Гран-при. Эстония                  |               |               | 7             |               |               |               |               |               |               |
| Гран-при. Беларусь                 |               | 19            |               |               |               |               |               |               |               |
| Гран-при. Словакия                 |               | 15            |               |               |               |               |               |               |               |
| Гран-при. Франция                  | 16            |               |               |               |               |               |               |               |               |
| Европейский Олимпийский фестиваль  |               |               | 5             |               |               |               |               |               |               |
| Bavarian Open                      |               | 2             |               |               |               |               |               |               |               |
| Мемориал Гельмута Зайбта           | 4             |               |               |               |               |               |               |               |               |
| Volvo Open Cup                     | 3             | 4             |               |               |               |               |               |               |               |
| Кубок Варшавы                      | 7             | 5             |               |               |               |               |               |               |               |
| Национальные                       |               |               |               |               |               |               |               |               |               |
| Чемпионат Латвии                   |               |               | 1             | 1             | 1             |               | 1             | 1             |               |
| Чемпионат Латвии среди юниоров     |               | 1             |               |               |               |               |               |               |               |